# Лахат, Шломо

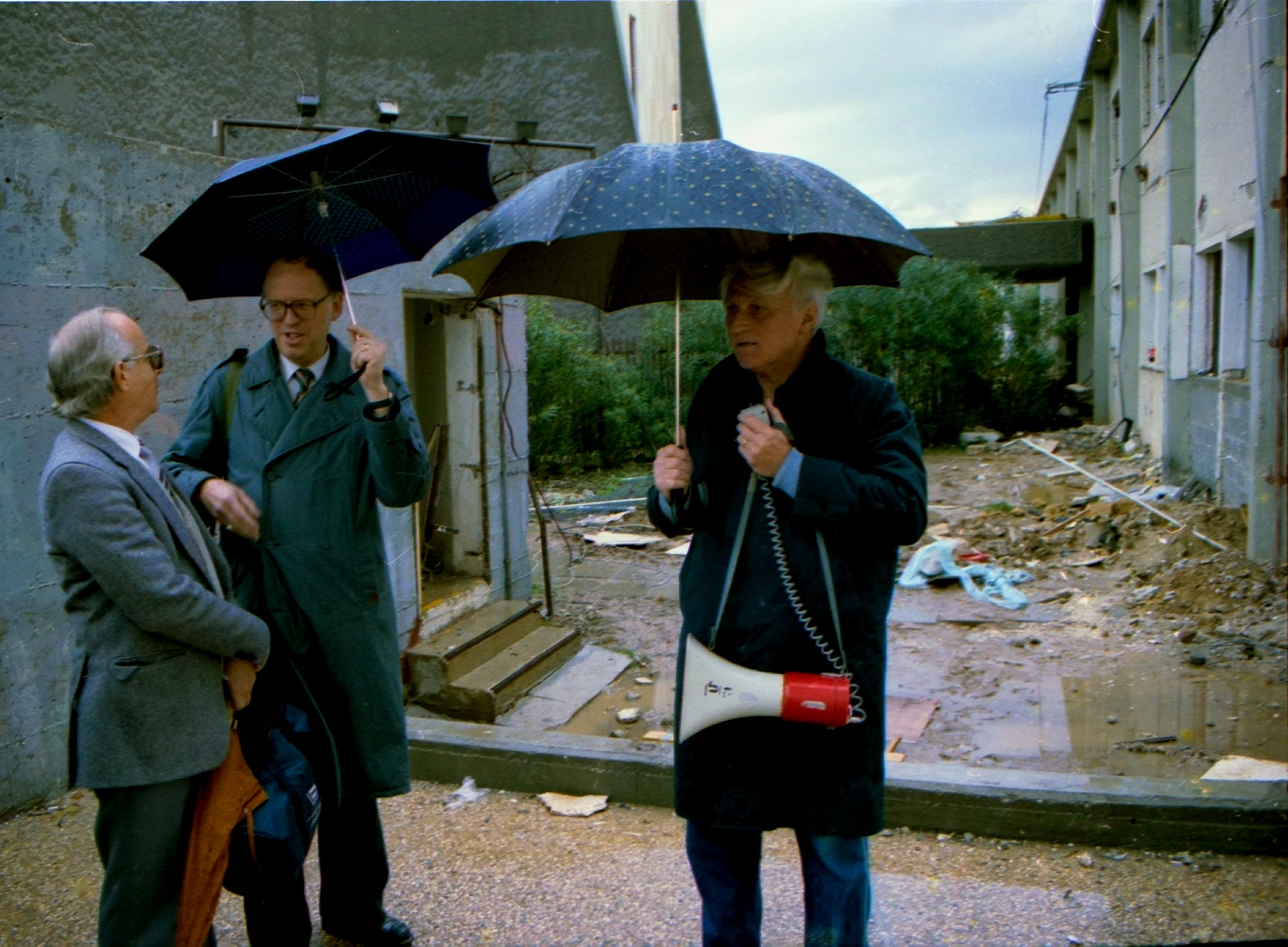
Шломо Лахат (справа) показывает иностранным посетителям разрушения от иракской ракеты в Тель-Авиве во время Войны в Персидском заливе 1991 года

Шломо Лахат (ивр. שלמה להט‎; 9 ноября 1927, Берлин — 1 октября 2014, Тель-Авив) — израильский военный и политический деятель, генерал-майор, был членом правозащитной организации Еш Дин.
Родился в Германии. После прихода Гитлера к власти бежал с родителями в подмандатную Палестину. В 1944 вступил в организацию Хагана. После образования Израиля служил в Армии обороны Израиля в бронетанковых войсках. Командовал 7-й бронетанковой бригадой «Саар ми-Голан», был начальником штаба Центрального округа. В 1969—1970 командовал бронетанковой дивизией «Синай». В 1970-м был назначен главой Управления кадров Генштаба армии и прослужил в этой должности до 1973 года, после чего вышел в отставку в звании генерал-майора.
В феврале 1974 года стал восьмым мэром Тель-Авива и работал в этой должности до ноября 1993 года. Он был избран в мэры как член блока Ликуд.
Скончался 1 октября 2014 года в больнице в Тель-Авиве от обширной инфекции в возрасте 86 лет. Последние несколько лет жизни страдал болезнью Альцгеймера.